# Nebenton
Nebentöne, auch Nebennoten heißen bei Verzierungen (Triller, Mordent usw.) die obere und untere (große und kleine) Sekunde des zu verzierenden Tones, der Hauptton genannt wird. Auch diatonische und chromatische Nachbartöne, die den regulären Satz bereichern und von der Harmonielehre als harmonie- oder akkordfremde Töne beschrieben werden, heißen Nebentöne, so bei Vorhalt, Durchgang, Wechselnote
und Antizipation.